# Teodor Niewiadomski
Teodor Niewiadomski, ps. „Mścisław” (ur. 8 marca 1914 w Warszawie, zm. 19 marca 1997 tamże) – polski żołnierz walczący w kampanii wrześniowej i powstaniu warszawskim, uczestnik Jenieckich Igrzysk Olimpijskich 1940 i darczyńca Muzeum Sportu i Turystyki.  

## Życiorys
W sierpniu 1939 roku pracował jako robotnik w gazowni miejskiej. 24 sierpnia otrzymał zawiadomienie mobilizacyjne. W wojsku miał stopień plutonowego, po mobilizacji dowódca placówki mieszczącej się około 500 metrów od granicy polsko-niemieckiej. 1 września 1939 roku, po krótkiej wymianie ognia z wojskami niemieckimi, otrzymał rozkaz odwrotu i dołączenia do regularnej kompanii. W czasie walk na Kresach Wschodnich został ranny i trafił do niewoli niemieckiej. Początkowo w Stalagu IX A w Ziegenhein, wkrótce został przeniesiony do Stalagu XIII A Langwasser. 
Niewiadomski był jednym z współorganizatorów i uczestników Jenieckich Igrzysk Olimpijskich 1940; wystartował w konkurencji 50 metrów karną żabką, którą wygrał (konkurencja ta symbolizowała wytrwałość i siłę ducha).

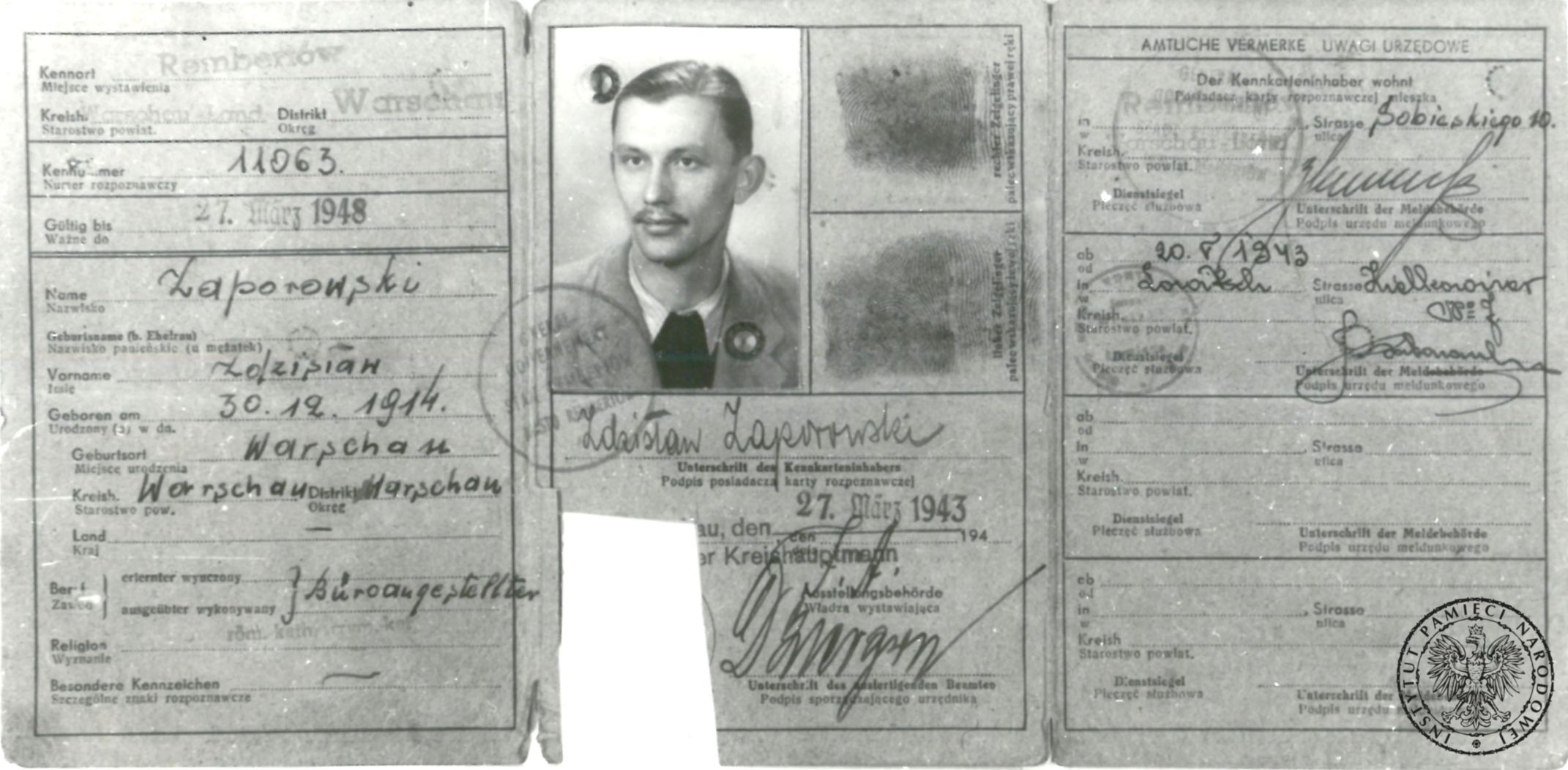
Fałszywa kenkarta Teodora Niewiadomskiego, wystawiona na nazwisko Zdzisław Zaporowski

Z obozów uciekał trzy razy (za co był karany). Po uwieńczonej sukcesem ucieczce w 1941 roku dostał się do Warszawy. Pracował tam w Zakładzie Oczyszczania Miasta, jako czyściciel śmietników, pod tożsamością swojego zmarłego brata – Czesława Sztefa-Niewiadomskiego. Pracę otrzymał dzięki współpracy z działaczami podziemia. Jako śmieciarz mógł wjeżdżać samochodami Zakładu Oczyszczania Miasta do warszawskiego getta, do którego transportował broń i amunicję; wywoził z niego także wielu Żydów. 1 lutego 1943 został zdekonspirowany przez volkdeutscha Alfreda Heibicha, który doniósł na niego do Gestapo. Został przeniesiony przez Armię Krajową do Łowicza, gdzie przyjął tożsamość Zdzisława Zaporowskiego. Na kilka dni przed wybuchem powstania warszawskiego powrócił do Warszawy; został ranny w czasie walk na Mokotowie. Po kapitulacji powstania uciekł z transportu do Lesznowoli. 
Po zakończeniu II wojny światowej został pisarzem. Napisał między innymi książki: Gdzie był mój front (1970), Olimpiada, której nie było… (1973), Warszawscy pomazańcy (1973), Z miotłą w herbie (1987) oraz Warszawiacy jak leci. Czyli wszystko co chcielibyście wiedzieć o Warszawie ale boicie się zapytać (praca zbiorowa, 1997). W 1994 roku przekazał do Muzeum Sportu i Turystyki w Warszawie wszystkie podsiadane przez siebie pamiątki dotyczące Jenieckich Igrzysk Olimpijskich 1940. Pochowany na Cmentarzu Północnym w Warszawie.

## Nawiązania w kulturze
- Wspomnienia Teodora Niewiadomskiego były pierwowzorem scenariusza miniserialu Śmieciarz[7].